# Hans Georg Mörner
För affärsmannen med detta namn 1901-1958, se Hans Georg Mörner (affärsman), för sonsonen och översten se Hans Georg Mörner (1686–1738).
Hans Georg Mörner till Morlanda, Tonnestorp, Ålstorp och Högsäter, född 24 juni 1623, död 11 augusti 1685 i Jönköping, var en svensk friherre, generallöjtnant och stamfader för de friherrliga och grevliga ätterna Mörner af Morlanda.

## Biografi
Hans Georg Mörner var andre sonen och tredje barnet till landshövding Stellan Otto von Mörner i dennes första äktenskap med Maria von der Grünau (även von der Grünow), vars far var ståthållare i Sachsen, och stamfader för Morlanda-grenen i Sverige. När han föddes var fadern ståthållare över Åland, men på grund av dennes många befordringar kom familjen att flytta mycket. Modern avled när Hans Georg var nio år varefter fadern gifte om sig med den svenska adelsdamen Anna Aronsdotter Månesköld, som tillhörde ätten Månesköld af Seglinge, och Hans Georg fick sammanlagt fyra halvsyskon i det äktenskapet.
År 1644 blev Mörner ryttare vid ett tyskt regemente till häst i svensk sold, men övergick samma år till fältmarskalk Gustaf Horns svenska regemente där han blev kornett. Han avancerade från ryttmästare vid greve Robert Douglas regemente 1645, generaladjunkt 1646 till överstelöjtnant innan han 1651 blev kammarherre hos prins Karl Gustav. Efter några år vid Kungliga livgardet blev han överste vid Smålands kavalleri 1657, 1672 generalmajor över kavalleriet samt generallöjtnant 1675. Mörner utmärkte sig vid Tredagarsslaget vid Warszawa med flera slag, varför han förlänades Morlanda säteri, som tillhört ätten Bildt men som indragits från denna på grund av att Knut Bildt ställde sig på danskarnas sida i samband Bohusläns införlivning med Sverige 1658. Officiellt fick man nu släktnamnet "Mörner af Morlanda". Medlemmar av ätten Bildt motsatte sig förläningen och Mörner kunde därför aldrig ta godset i besittning och han överlämnade det därför med tiden till dem.
Mörner var landshövding i Kalmar län mellan 1679 och 1680, landshövding i Jönköpings län 1672–1685, dessutom guvernör över Kalmar- och Kronobergs län, senare även över Jönköpings län. 
Mörner föddes adlig och upphöjdes till friherre år 1674 och blev därigenom stamfar till den friherrliga ätten Mörner af Morlanda.
Mörner var gift med sin släkting Beata Schulman, dotter till översten Otto Schulman i släkten Schulman och Anna Catharina von Mörner. De fick fyra söner och fyra döttrar, varav deras näst äldste son, Carl Gustaf, blev upphöjd till greve.